# Léon Roget
Léon Roget (* 21. Juni 1858 in Brüssel, Belgien; † 4. Februar 1909 ebenda) war ein belgischer Soldat und Kolonialadministrator, der ab Mitte der 1880er Jahre für den belgischen König Leopold II. im Kongo-Freistaat diente. Er war der Gründer und erster Kommandeur der dortigen Sicherheitskräfte, der Force Publique.

## Biographie
Léon Rogets Eltern waren Théodore Roget und Antoinette Meganck. Nach seiner schulischen Ausbildung strebte er eine Militärkarriere an und trat am 28. September 1873 in die belgische Armee ein und diente bei den Karabiniers. Ab dem 4. Juni 1876 absolvierte er die Königliche Militärakademie und erreichte den Dienstgrad Leutnant am 4. Juni 1878. Nachdem er mehrere Dienstjahre abgeleistet hatte, trat er in die belgische Kriegsschule (französisch: École de guerre) ein, wo er drei Jahre studierte und am 8. Dezember 1885 als Adjoint d'état-major (mit dem Patent zum Stabsoffizier) abschloss. Bald darauf wurde er zum Stabshauptmann befördert.

### Erste Amtszeit im Kongo (1886–1888)

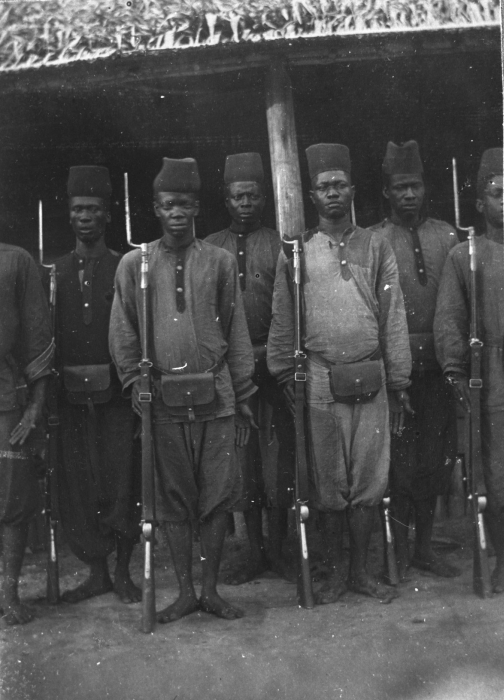
Soldaten der Force Publique.

Roget wurde am 15. April 1886 in den Dienst des Freistaats Kongo aufgenommen und brach am 28. Juni 1886 nach Afrika auf. Am 17. August 1886 wurde er zum ersten Kommandeur der Force Publique ernannt. Während seiner ersten Dienstzeit blieb Roget in Boma und widmete sich ganz der Gründung und Organisation der Force Publique sowie der Errichtung einer Artilleriebatterie in Boma. Guillaume Van Kerckhoven schickte ein erstes Kontingent Rekruten für die Force Publique aus Bangala und Camille Van den Plas führte das Kontingent, bestehend aus 84 Bangala-Soldaten, darunter auch elf Frauen, nach Boma. Van den Plas wurde unter Rogets Befehl für die Ausbildung der Bangalas-Rekruten verantwortlich. Henri Avaert erreichte Banana am 13. März 1886 und wurde Vivi zugeteilt. Bald darauf wurde er nach Boma geschickt und zum Stellvertreter Rogets ernannt, um bei der Organisation des ersten Bangalas-Kontingents der Force Publique zu helfen.
Die Zahl der Truppen wuchs schnell und sie erwiesen sich als fähig, Ordnung und Disziplin aufrechtzuerhalten, Versorgungskolonnen zu eskortieren und Erkundungsexpeditionen zu unterstützen. Als Roget für seine zweite Dienstzeit zurückkehrte, gab es bereits 600 ausgebildete Soldaten. Dazu gehörten Freiwillige, aber auch Zwangsrekrutierte aus jährlich durchgeführten Aushebungen. Die Force Publique war in acht Kompanien organisiert, die über die Distrikte verteilt waren, und drei Ausbildungszentren waren damit beauftragt, die Kompanien an Nachschub mit Männern zu versorgen. Roget reiste am 21. Oktober 1888 erneut in den Urlaub nach Belgien ab.

### Zweite Amtszeit im Kongo (1889–1890)
König Leopold II. wollte die ständigen Einfälle arabischer und Swahili-Sklavenjäger unterbinden und befahl Roget, dafür zu sorgen, dass zu diesem Zweck am Aruwimi-Fluss und am Lomami-Fluss Stützpunkte eingerichtet würden. Jules Alexandre Milz kam am 25. Juli 1888 als Offizier der Force Publique in Boma an und wurde dem Distrikt Bangala zugeteilt, wo Van Kerckhoven eine Expedition vorbereitete, um Leopolds Befehle auszuführen. Milz verließ Bangala am 24. Oktober 1888 mit der von Francis Dhanis angeführten Kolonne. Die Kolonne errichtete Posten in Umangi, Upoto und Yambuya. Am 8. Februar 1889 befand sich die Kolonne am Zusammenfluss des Aruwimi mit dem Kongo-Fluss, wo die Station Basoko errichtet wurde, die Hauptstadt des neuen Distrikts Aruwimi-Uele. Die Expedition gründete dann die Posten Bomane, Bassoa und Yambisi.
Roget wurde am 23. März 1889 zum Bezirkskommissar 1. Klasse ernannt. Er reiste am 11. April 1889 erneut in den Kongo, erreichte Boma am 15. Mai 1889 und wurde mit dem weiteren Ausbau des Lagers in Basoko beauftragt. Es sollte eine weitere Westbewegung der Araber blockieren und als Basis für Angriffsaktionen gegen sie dienen. Roget übernahm dort am 28. Juli 1889 das Kommando. Roget errichtete in Basoko ein vorbildliches befestigtes Lager. Schnell wurden starke Verteidigungsanlagen errichtet, darunter Artilleriebatterien. Von diesem Stützpunkt aus konnte Roget jedoch die Araber nicht daran hindern, durch das weite Gebiet des östlichen Kongobeckens weiter vorzudringen. Er wurde angewiesen, arabische Führer einzusetzen, um in den Norden des Uele zu reisen und freundschaftliche Beziehungen zu den Oberhäuptern dieser Region aufzubauen, um sie daran zu hindern, sich mit den Sansibar-Arabern zu verbünden.
Im April 1890 begleiteten Milz und Joseph Duvivier Roget, um einen Posten in Djabir (heute: Bondo) am Uele zu gründen. Sie errichteten außerdem die Station Ibembo am Itimbiri-Fluss, wo sie Duvivier das Kommando überließen. Milz reiste mit Roget weiter zu den Go-Stromschnellen und dann über Land zum Likati-Fluss, wo sie den Posten Ekwangatana gründeten. Sie vertrauten diesen Posten einem afrikanischen Offizier an. Sie kehrten nach Ibembo zurück, gingen dann nordnordöstlich in Richtung des oberen Likati und Djabir und überquerten das Becken des Flusses Tinda. Am 23. Mai 1890 gründeten sie zwischen Ibembo und dem Likati Mopocho, das sie ebenfalls einem afrikanischen Offizier anvertrauten. Am 25. Mai 1890 überquerten sie den Likati und erreichten am 27. Mai 1890 den Fluss Uele gegenüber von Sultan Djabirs Dorf. Sultan Djabir unterzeichnete einen Vertrag mit Milz und an der Stelle der ehemaligen ägyptischen Zeriba von Deleb wurde ein Posten errichtet.
Milz begann mit dem Bau der Station, während Roget unter der Führung von Sultan Djabir erfolglos versuchte, sich Alphonso van Gèle in Yakoma anzuschließen. Roget war bis nach Mbili und Gangu nach Norden gegangen, nachdem er gehört hatte, dass das Land flussabwärts zu gefährlich sei. Am 9. Juni 1890 kehrte er nach Djabir zurück. Roget verließ Djabir im Juli, um nach Basoko zurückzukehren, und überließ Milz das Kommando mit der Anweisung, die Verbindung mit Yakoma herzustellen. Er kehrte mit Anfällen von hämatologischem Fieber nach Basoko zurück und wurde vom Arzt angewiesen, an die Küste zurückzukehren. Er schiffte sich am 25. Oktober 1890 in Boma ein und erreichte Belgien am 12. Dezember 1890.

### Spätere Karriere (1890–1909)
Roget kehrte zur Armee zurück und unterrichtete an der Kriegsschule. Anschließend wurde er zum Vertreter der belgischen Interessen in der Compagnie à charte du Mozambique ernannt. Er wurde zum Geschäftsführer dieser Firma in Lissabon ernannt, besuchte die Gebiete der Firma zweimal als Generalinspekteur der Firma und übernahm dann die Generalleitung in Lissabon. Zwischen Dezember 1905 und August 1906 kehrte er als Verwalter der Compagnie des Magasins Généraux du Congo nach Afrika zurück, um die Niederlassungen der Firma zu inspizieren und zu organisieren. Er wurde auch zum Verwalter der Compagnie pour le Commerce et l'Industrie ernannt. Er war der erste Generalsekretär der belgischen Gesellschaft für Kolonialstudien. 1908 reiste er für die Compagnie Intertropicale über Kapstadt und Rhodesien nach Katanga. Auf dieser Reise zog er sich eine Atemwegserkrankung zu, an der er am 4. Februar 1909 in Brüssel verstarb.

## Auszeichnungen
- Ritter des belgischen Leopoldordens;
- Ritter des belgischen Löwenordens;
- Étoile de Service;
- belgisches Militärkreuz 2. Klasse;
- Offizier des portugiesischen Ritterordens von Avis;
- preußischer Königlicher Kronen-Orden 3. Klasse.